# アラートループ事件
アラートループ事件 (アラートループじけん) は、電子掲示板に不正プログラムを書き込んだとして5人が摘発された事件である。この事件については『無限アラート事件』、『兵庫県警ブラクラ摘発事件』などの名称でも呼ばれている。
問題のプログラムはクリックすると画面の真ん中に「何回閉じても無駄ですよ〜」という文字や、顔文字、猫のアスキーアートなどを表示し続けるという動作をするものであった。

## 概要
2019年3月、兵庫県警は電子掲示板に不正プログラムへのリンクを書き込んだ不正指令電磁的記録供用未遂の疑いで女子中学生を家宅捜索のち触法少年として補導、男性2人を家宅捜索・書類送検した。3月26日、2018年に男子中学生と男子大学生も摘発されていたことが判明した。
3月25日、日本ハッカー協会が男性2人の弁護士・裁判費用の援助のための寄付の受付を開始した。翌26日、同団体は計553人の支援者から約700万円の寄付が集まったことを公表し、寄付の受付を終了することを発表した。
同年5月29日、男性2人の起訴猶予を理由とした不起訴処分が報じられた。なお、本事案における被害者はいなかった。
検挙されたとある男性によれば、検察側は「特定のスマホ機種で該当URLをクリックすると、なかなか画面が閉じられなかったり、場合によっては修理が必要になったり、専門家への対応を依頼する必要となる可能性があるため、ウイルス罪を成立させる要件の1つ『反意図性』に抵触する。そのため男性の行為はウイルス罪に該当する」との認識を示し、不正指令電磁的記録供用罪に該当するという主張を変えなかったという。これを受けて、男性2名の弁護を担当した横浜パーク法律事務所の弁護士2名が、起訴猶予処分であったことに関して「『犯罪にあたると考えるが今回だけは起訴しないでおいた』という姿勢でお茶を濁した」「有罪に問えると考えているが、個別事情で起訴しないとした起訴猶予処分は、まさに法曹の一翼を担う検察官としては、その職責を全うしていないと社会から批判されてもやむを得ません」と、検察を批判する声明を発表した。

## プログラム
当該プログラムは以下のようなJavaScriptコードである。
なお、一部の限られた環境ではタブが閉じられないなどの問題が発生する場合があるので、実行には注意が必要である。
```
for
 
(
 
;
 
;
 
)
 
{

window
.
alert
(
"　∧_∧　ババババ\n（ ・ω・)=つ≡つ\n（っ ≡つ=つ\n`/　　)\n(ノΠＵ\n何回閉じても無駄ですよ～ww\nm9（＾Д＾）プギャー！！"
)

}

```

window.alertは引数で指定された文字列とOKボタンを持つダイアログを表示する。OKボタンか閉じるボタンを押すことでダイアログを閉じることができる。
このプログラムの場合は無限ループなので、ダイアログを閉じた後に再度ダイアログが表示され、この繰り返しがタブそのものを閉じるまで続けられる。
window.alertはダイアログを閉じるまでは処理が進まないので、このプログラムはブラウザの動作に影響を与えるものではなく、したがってブラウザクラッシャーではなくジョークプログラムに該当するものである。
多くのPC用ブラウザの場合、このプログラムはタブを閉じるなどの方法で簡単に終了することができる。また、現代のブラウザではアラートが1度以上発生した場合に「ダイヤログ表示を停止」という内容のボタンが表示されるので、それによって終了することもできる。

## 反響
この事案に対して、国内外で様々な反響があった。
2019年3月5日にスマイリーキクチは補導の報道を受けて、ネット犯罪であることを前提にして「中1の少女が簡単にネット犯罪に手を染めてしまう。もうゲーム感覚なんでしょうね。この現実を大人がどのように受け止めればよいのか。。。」とツイートし、批判が殺到した。問題点を説明した高木浩光のツイートをモザイク加工して転載しながら「『ツイッターに犯罪ではないって書いてあった』は通じません。」「全て自己責任になります。」とツイートしてさらに炎上を招いた。翌6日に「現状では兵庫県警と裁判所が事件として扱っていますが、今後検察や裁判で冤罪と認めた際に、お許しを頂けたら三名の方に直接謝罪に伺います。」と謝罪し、いったんは収束した。その後、スマイリーキクチは関連ツイートを削除した。
3月6日、JavaScriptの生みの親であるブレンダン・アイクは、「Chromeの初版よりも10年も前にリリースされたNetscape 4でもユーザーがループするJavaScriptをキルすることができた。」「この事件の公判で専門家証人になるつもりでいる。これはウイルスなどではなく、犯罪扱いされるべきではない。」などとツイートした。3月9日には電子フロンティア財団 (EFF) も、「無限ループは犯罪ではない。」とツイートした。
3月8日、この事案における警察の対応への抗議活動として、同様のコードを記述して公開することにより逮捕されることを目指す「みんなで逮捕されようプロジェクト」がGitHub上で開始された。兵庫県警サイバー犯罪対策課はNETIB-NEWSの取材に対し、このプロジェクトについて「自分の子どもにもそんなことが言えるのか」とコメントした。